# Jax-Ur
Jax-Ur es un supervillano ficticio que aparece en los cómics publicados por DC Comics, generalmente como un adversario de Superman. Creado por el escritor Otto Binder y el artista George Papp, el personaje apareció por primera vez en Adventure Comics # 289 (octubre de 1961). Ha sido descrito como "el peor alborotador en la Zona Fantasma", y fue el primer criminal desterrado allí.

## Biografía ficticia

### Pre-Crisis
Jax-Ur era un científico amoral y criminalmente desviado del planeta Krypton. Fue encarcelado en la Zona Fantasma por destruir Wegthor, una luna habitada de Krypton (población: 500), mientras experimentaba con un cohete equipado con ojivas nucleares. Su sentencia por su acto de asesinato en masa fue prisión para la eternidad. Se llamó a sí mismo "el peor criminal de la Zona Fantasma".
La intención de Jax-Ur era lanzar un misil nuclear para destruir una roca espacial que pasaba. Si esta prueba resultaba exitosa, Jax-Ur comenzaría a construir un arsenal nuclear masivo de propiedad privada con el que derrocaría al gobierno kryptoniano y colocaría a todo el planeta bajo su dominio. En la miniserie de World of Krypton, su misil chocó con una nave espacial pilotada por el padre de Superman, Jor-El, y se desvió del rumbo para destruir Wegthor. Debido a esto, los viajes espaciales fueron prohibidos en Krypton.
En su primera aparición, Jax-Ur escapó de la Zona Fantasma y se hizo pasar por una versión superpoderosa de Jonathan Kent. Superboy finalmente envió a Jax-Ur de regreso a la Zona Fantasma. La mayoría de sus apariciones posteriores en la Edad de Plata lo muestran en su forma fantasmal de Zona Fantasma, excepto durante escapes raros. A menudo se lo representaba conspirando contra Superman con otros reclusos de la Zona Fantasma, el General Zod y Faora Hu-Ul. Aunque poseía superpoderes típicos de Krypton cuando estaba en la Tierra, el fuera de forma Jax-Ur no era rival para Superman en combate.
Jax-Ur se redimiría más tarde ayudando a Superman a derrotar a Black Zero, el saboteador alienígena que aseguró la destrucción de Krypton bajo las órdenes del Imperio Pirata. Se muestra que tiene un código de honor, ya que los criminales kryptonianos juran por un maestro criminal que escapó de una prisión para ayudarse entre sí. Golpeado por una bala de kryptonita roja que Black Zero había creado, Jax-Ur comenzó a mutar a través de una serie de formas serpentinas, hasta que se convirtió en una criatura parecida a una Medusa, y convirtió a Black Zero en piedra con su mirada antes de que el villano pudiera destruir Metrópolis en venganza. para Superman frustrando su plan para destruir la Tierra. Jax-Ur luego destrozó el cuerpo de Black Zero, vengando a Krypton, y voluntariamente regresó a la Zona Fantasma.

### Poscrisis
Jax-Ur no apareció después de Crisis on Infinite Earths durante algún tiempo, ya que hasta la reciente aparición de Supergirl había una regla de que ningún kryptoniano sobrevivía excepto Superman. En las ocasiones en que se requería un villano pseudo-kryptoniano, los escritores generalmente han ido por el General Zod. En ese momento, sin embargo, el nombre de Jax-Ur fue mencionado en Superman: The Essential Guide to the Man of Steel, lo que sugiere que puede haber existido, pero presumiblemente había muerto antes o durante la destrucción de Krypton, ya que la Zona Fantasma se usó como almacenamiento en lugar de un prisión.
La primera aparición de Jax-Ur después de la crisis es en Action Comics # 846, escrito por Geoff Johns y Richard Donner. Es uno de los criminales liberados de la Zona Fantasma por Zod. En la continuidad actual, Jax-Ur destruyó la luna de Krypton durante un intento de viaje espacial interestelar. Cuando la luna fue destruida, también se perdió una colonia lunar de Kandor, lo que llamó la atención del villano de Coluan Brainiac hacia Kandor.
Jax-Ur reaparece en Action Comics # 875, como uno de los "kryptonianos durmientes" del General Zod, que han adoptado identidades humanas para ayudar a promover los objetivos de Zod en la Tierra. Está usando la portada del Dr. Phillings y trabaja para S.T.A.R. Labs como uno de los mejores xenobiólogos del mundo, mientras realiza en secreto sus propios estudios horripilantes sobre las formas de vida de la Tierra, así como investiga el ADN kryptoniano para encontrar vínculos con las entidades de Flamebird y Nightwing. Mientras está en su identidad de "Dr. Phillings", la Doctora Luz le ha encargado que investigue el envejecimiento acelerado de Nightwing. Se las arregla para construir un dispositivo diseñado para regular el crecimiento de Chris y estimular su factor de curación con energía solar para revertir el daño corporal causado por su condición, pero a costa de algo de ADN tomado de Flamebird.
Recientemente, se reveló que, al igual que Chris Kent y Thara Ak-Var son avatares de Nightwing y Flamebird, respectivamente, Jax-Ur es un avatar de su enemigo, "Vohc el Triturador". Continuando con su secular venganza contra los dos semidioses, Jax-Ur / Vohc usa la muestra de Flamebird y su propio ingenio para crear un avatar-clon artificial del dios principal kryptoniano, Rao, un arma aterradora que luego desata sobre el mundo. La entidad combinada es derrotada por Flamebird y Nightwing quemando a Jax-Ur de Vohc, dejándolo para la Sociedad de la Justicia mientras el clon de Rao es destruido por Nightwing.

### The New 52
En septiembre de 2011, The New 52 reinició la continuidad de DC. En esta nueva línea de tiempo, Jax-Ur aparece por primera vez entre los criminales kryptonianos vistos en la Zona Fantasma y afirma haber destruido una luna. Jax-Ur se introdujo por completo en los segmentos de flashback del World of Krypton, donde se lo representa como un joven oficial militar y socio y prometido de Lara Lor-Van. Lara cancela su compromiso cuando Jax-Ur revela que apoya al coronel Ekar, un oficial al mando que considera al Consejo Científico de Krypton débil y ensimismado y planea derrocarlo con un golpe de Estado. Cuando Lara intenta luchar contra el coronel Ekar y es derrotada y atrapada, Jax-Ur intenta convencerla de que se una a su causa para salvar su vida, pero falla. El General Zod interviene, matando a Ekar y sofocando la revolución. Jax-Ur está encarcelado con los otros insurgentes sobrevivientes, prometiéndole a Lara que trató de salvarla y reafirmando su amor por ella.

## Poderes y habilidades
Como todos los kryptonianos, Jax-Ur posee habilidades sobrehumanas derivadas de la radiación solar amarilla del sol del sistema solar de la Tierra. Sus habilidades básicas son fuerza sobrehumana, velocidad sobrehumana y resistencia sobrehumana suficiente para doblar acero en sus propias manos, dominar una locomotora, saltar sobre un edificio alto de un solo salto y dejar atrás una bala a toda velocidad; posee sentidos mejorados del oído y la vista, incluida la visión de rayos X, así como la visión telescópica y microscópica; invulnerabilidad virtual; curación acelerada; longevidad; poderoso aliento helado; visión de calor; y vuelo. Sus poderes generalmente se describen como a la par con el General Zod.
A Jax-Ur generalmente se le representa tanto como un científico como como un guerrero militar. Es excepcionalmente inteligente en las áreas de clonación y xenobiología; capaz de estudiar la genética kryptoniana para determinar las conexiones entre las respectivas entidades Nightwing y Flamebird, así como crear clones sintetizados de avatares adecuados para albergar el espíritu del dios sol rojo Rao a quien adoraban los kryptonianos. Como soldado, Jax-Ur es un líder militar competente y un combatiente cuerpo a cuerpo con experiencia en el campo de batalla similar a la del general Zod y otros disidentes militares kryptonianos encarcelados.
Además de sus habilidades kryptonianas inherentes mientras estaba bajo un sol amarillo, Jax-Ur también sirvió como un recipiente para el dios alienígena Vohc the Breaker. Mientras está fusionado y poseído por Vohc, Jax-Ur posee una mayor fuerza sobrehumana, además de ser mucho más inteligente con una sabiduría que se acerca a la omnisciencia virtual. Vohc también era inmortal con un factor de curación muy superior que lo hacía efectivamente indestructible y poseía el poder divino suficiente para colocarlo en niveles similares de poder divino como los olímpicos y otros panteones de deidades terrenales. Sin embargo, sus poderes estaban por debajo de Rao, así como Nightwing y Flamebird.
Al igual que el General Zod y otros fugitivos de la Zona Fantasma, Jax-Ur generalmente nunca experimenta la medida completa de sus habilidades, ya que nunca se le permite pasar una porción significativa de tiempo bajo el sol amarillo de la Tierra para cargar y metabolizar sus células con radiación solar amarilla antes de ser desterrado de regreso a la Zona. Como tal, si alguna vez se le permitiera el tiempo suficiente para realizar plenamente sus habilidades y potencial, los niveles de poder de Jax-Ur muy probablemente se acercarían o posiblemente superarían a los de Superman, ya que es un hombre kryptoniano completamente maduro con una destreza física natural excepcional y experiencia en combate.
Como todos los kryptonianos, Jax-Ur es vulnerable a la kryptonita y a la radiación solar roja que neutraliza y cancela la radiación solar amarilla que florece en sus células. Su invulnerabilidad virtual no ofrece protección contra el control mental o la magia, ni puede resistir completamente la fuerza de una explosión atómica o la fuerza de oponentes con mayor fuerza y durabilidad como Doomsday. Su fuerza sobrehumana es inferior a seres como Doomsday y su velocidad sobrehumana es inferior a la de los velocistas como Flash. La inteligencia de Jax-Ur le da la ventaja de utilizar su fuerza y velocidad para un rendimiento óptimo.

## Otras versiones

### "Para el hombre que lo tiene todo"
Jax-Ur aparece como un símbolo y mártir de los manifestantes violentos de la Anti-Zona Fantasma que atacan a Kara Zor-El en la historia de Superman "Para el Hombre que lo tiene todo", escrita por Alan Moore e ilustrada por Dave Gibbons. Los manifestantes creen que Jax-Ur fue condenado injustamente y consideran que la Zona es un castigo cruel e inusual, por lo que se han dedicado a la liberación de Jax-Ur, por todos los medios necesarios.

### Justice League Beyond 2.0
En la primera serie digital de 2013 Justice League Beyond 2.0, que tiene lugar en el Universo Batman Beyond, Jax-Ur fue revelado como el padre de un niño en la Zona Fantasma que estaba usando tecnología kryptoniana contra un Superman mayor. Manipuló a su hijo para estrellar una nave kryptoniana abandonada contra el sol usando sus poderes telequinéticos. Esto sobreexpuso las células de Superman a los rayos del sol, la fuente de sus poderes, lo que provocó que sus poderes se volvieran inestables. Como protección para la humanidad, Superman le pidió a Micron que se redujera a un tamaño microscópico y liberara una solución de Kryptonita en su cuerpo, eliminando sus superpoderes. Cuando Superman decidió ingresar a la Zona Fantasma para encontrar al que manipulaba los numerosos eventos, descubrió a Jax-Ur y su hijo, Zod-Ur.
Jax-Ur le revela a Superman que interrumpió sus poderes sabiendo que Superman rastrearía el origen de la interrupción en la Zona Fantasma. El hijo de Ur puede controlar toda la tecnología kryptoniana con sus poderes telequinéticos, excepto el Proyector de la Zona Fantasma porque tiene demasiadas salvaguardas. Superman habría sido el único capaz de abrir la Zona Fantasma, excepto que había hecho de Terry McGinnis, el nuevo Batman, uno de los usuarios autorizados del Proyector de la Zona Fantasma antes de que Superman entrara en la Zona Fantasma. Jax-Ur quiere usar el cuerpo de Batman para liberar hasta el último preso de la Zona Fantasma, que luego allanará el camino para que Jax-Ur gobierne la Tierra. Le dice a Superman que la Tierra "morirá mucho más lenta y dolorosamente que Krypton mientras sus habitantes esclavizados pasan sus cortas e inútiles vidas construyendo un nuevo Krypton, gobernado por mí ".
Jax-Ur es derrotado por Superman y Justice League Beyond.
El hijo de Jax-Ur, Zod-Ur, decide dejar a su padre y convertirse en ciudadano de la Tierra y miembro de la Liga de la Justicia. Más tarde se revela que Zod-Ur es en realidad el hijo de Wonder Woman y Justice Lord Superman. Fue creado por la pareja para poner fin a la guerra civil mundial iniciada por el juez Lord Batman y el juez Lord Superman. Zod-Ur fue robado de su cápsula gestacional por Brainiac y entregado a Jax-Ur para que lo criara. Zod se convierte en un buen amigo de Kai-Ro (Green Lantern), Terry McGinnis (Neo Batman) y Billy Batson (Capitán Marvel / Shazam). Sus compañeros de equipo encuentran que 'Zod' es un nombre inquietante, pero Kal-El les dice que 'Zod' en Krypton es como ser llamado 'Bob' en la Tierra.

## En otros medios

### Televisión
- Aunque no se menciona por su nombre, se hizo referencia a Jax-Ur en el episodio de Súper amigos "The Planet-Splitter", donde se estableció que había intentado exiliar al Consejo Científico en el espacio. Debido a esto, los viajes espaciales fueron prohibidos en Krypton.
- Una versión de Jax-Ur representada de manera diferente llamada High General Jax-Ur tiene un papel más destacado en el Universo animado de DC, donde tiene una compañera leal llamada Mala, por lo general a su lado.
  - Apareció por primera vez en Superman: la serie animada, donde Ron Perlman le dio voz. Fue retratado como similar al General Zod; un genio militar que había intentado derrocar al Consejo de Ciencias. Su co-conspiradora, y posible amante, es una hermosa mujer kryptoniana con cabello largo y blanco llamada Mala (basada en Ursa y Faora, pero nombrada así por un hombre kryptoniano de los cómics). Durante la última aparición de Jax-Ur y Mala en Superman: la serie animada, Jax-Ur le revela a Superman que hay una grieta en la Zona Fantasma, se había abierto, liberándolos al espacio. Fueron salvados por viajeros cercanos y pronto tomaron el control de su planeta. Al tomar el control del planeta, hicieron que los habitantes reconstruyeran todo para que recordara mucho a Krypton, llegando incluso a hacer que los habitantes usaran ropa similar a la de los kryptonianos. Después de reunirse con un rebelde, Superman descubrió que Jax-Ur y Mala tenían la intención de invadir la Tierra. Después de que Superman luchó en el espacio con la pareja, Jax-Ur y Mala fueron absorbidos por un agujero negro.
  - Jax-Ur y Mala aparecieron en una historia de dos partes de Superman Adventures # 7-8, donde inicialmente habían sido reducidos como un nuevo tipo de encarcelamiento. Sin embargo, Jax-Ur logró robar el dispositivo de Hamilton y convertirse en un Superman gigante y encoger, pero al final ambos fueron encogidos y capturados nuevamente. En Superman Adventures # 21, él y Mala se unieron al criminal argosiano General Zod, dándole a Jax-Ur la posición de 'hombre fuerte' del trío, al igual que Non y Quex-Ul.[20]
  - Jax-Ur y Mala también aparecieron en el spin-off del cómic Liga de la Justicia Ilimitada, en el número 34 como partes del ejército de criminales de la Zona Fantasma del General Zod colocados en la Zona Fantasma por insurrección contra el consejo kryptoniano, aunque ninguno de los dos había cualquier diálogo.[21]
- En la serie de televisión Smallville, aparece un personaje de nombre similar llamado Dax-Ur (interpretado por Marc McClure). Es un científico kryptoniano que ha vivido más de 100 años con la kryptonita azul y es el responsable de crear a Brainiac. Le da a Clark Kent, la kryptonita azul para ayudar a Clark a derrotar a Bizarro. Brainiac usa a Dax-Ur para restaurar sus poderes, luego lo mata en el episodio "Persona".[22]
- Hannah Waddingham interpreta a Jax-Ur en Krypton. En una desviación de los cómics, el exmiembro del Gremio de Ciencias, Jax-Ur, conocido formalmente como Sela-Sonn, es representado como una mujer y líder de una organización terrorista conocida como Black Zero.[23]

### Película
Jax-Ur aparece en El hombre de acero (2013), interpretado por Mackenzie Gray en el Universo extendido de DC. Aparece como uno de los miembros de la tripulación de la Espada de Rao del General Zod y un científico principal, ya que puede sacar a los kryptonianos cautivos de la Zona Fantasma. Cuando Superman está en la nave de Zod, Ur logra extraer el Códice de Crecimiento (un antiguo artefacto kryptoniano que decodifica la composición genética de los bebés incubados artificialmente en Krypton, robado por Jor-El, quien almacenó el Codex en el ADN de Kal-El) de él. Más tarde, Jax-Ur es enviado de regreso a la Zona Fantasma, junto con la tripulación, cuando los militares generan un agujero negro.

### Varios
En la novela "Los últimos días de Krypton", de Kevin J. Anderson, Jax-Ur es un villano histórico en el pasado de Krypton. Trató de apoderarse del mundo y destruyó la luna de Krypton, Koron, usando un arma de tipo nuclear llamada "jabalina Nova" que involucraba tecnología alienígena. En esta versión, Jax-Ur no es enviado a la Zona Fantasma, no se descubre durante muchos años, pero es derrotado por una coalición llamada "Los Siete Ejércitos", liderada por Sor-El, antepasado de Jor-El. Finalmente es asesinado por un antiguo secuaz, pero sus acciones habían dictado la política de Krypton hacia la ciencia alienígena o innovadora desde entonces, un factor en los eventos de la novela.